# Jet Otomobil Pazarlama
Jet Otomobil Pazarlama, kurz Jetpa, war ein türkisches Unternehmen und Hersteller von Automobilen.

## Unternehmensgeschichte
Fadıl Akgündüz gründete 1989 das Unternehmen in Istanbul als Fahrschule. Ab 1997 wurden Fahrzeuge von Proton verkauft. Im Oktober 1999 präsentierte das Unternehmen einen Prototyp unter dem Markennamen İmza, der in die Serienfertigung gehen sollte. 2000 begann die Montage von Proton-Kraftfahrzeugen im CKD-Verfahren. 2002 entstand ein Werk in Siirt in Kleinasien mit einer Kapazität von 100.000 Fahrzeugen jährlich.
Der Spiegel berichtete in seiner Ausgabe vom Januar 2004 darüber, dass die geplante Fahrzeugproduktion ein Betrug war.

## Fahrzeuge
Das einzige Modell der Marke İmza war der İmza 700. Am Entwurf beteiligt waren Erich Bitter und Jan-Erik Jansson, der zuvor für Volvo tätig war. Das Fahrzeug mit 240 cm Radstand war 355 cm lang und hatte vier Türen sowie eine große Heckklappe. Die Front ähnelte der Mercedes-Benz A-Klasse. Ein Motor von Orbital aus Australien mit 1200 cm³ Hubraum trieb den Prototyp an. Für die Serienfertigung waren Motoren mit 1200 cm³ bis 1600 cm³ Hubraum vorgesehen. Eine Quelle gibt an, dass es sich bei dem kleineren Motor um einen Dieselmotor und bei dem größeren Motor um einen Ottomotor handelte.
2000 wurde das Projekt aufgegeben, wobei es laut einer Quelle zu keiner Serienproduktion kam.